# Lomami (provins)
Kasaï-Oriental er en provins i Den Demokratiske Republik Congo. Den er en af de 21 provinser, der blev oprettet ved opdelingen i 2015. Provinserne Lomami, Kasaï-Oriental, og Sankuru er resultatet af opdelingen af den tidligere Kasaï-Oriental provins. Lomami blev dannet af Kabinda-distriktet og den uafhængigt administrerede by Mwene-Ditu. Byen Kabinda blev ophøjet til hovedstad i den nye provins.

## Historie
Provinsen var tidligere en del af Lualaba-distriktet i det, der tidligere var Katanga-provinsen (1908-1947), blev det en del af Kasaï-Oriental i 1965. Den blev oprettet i 2015 efter opdelingen af den historiske Kasaï-Oriental-provins, som fastsat i 2005-forfatningen.